# ژولیت گرکو
ماری ژولیت گرکو (به فرانسوی: Marie-Juliette Gréco) (زاده ۷ فوریه ۱۹۲۷ – درگذشته ۲۳ سپتامبر ۲۰۲۰) خواننده و هنرپیشه مشهور فرانسوی بود. پدرش ژِرارد گرکو(به فرانسوی: Gérard Gréco) اصالتی کرسی دارد و کمیسر پلیس بود. مادرش ژولیت لافِی‌شاین (به فرانسوی: Juliette Lafeychine) بوردویی بود. پدر و مادرش پیش از آغاز جنگ جهانی دوم از هم جدا شدند.

## زندگینامه

### کودکی
پس از جدایی پدر و مادرش٬ پدر بزرگ و مادر بزرگ مادری، او و خواهر بزرگش شارلوت را به بوردو بردند، مادرش در سال ۱۹۳۳ به انها پیوست و هر دوی انها را همراه خود به پاریس برد. ژولیت که مشتاق رقص بود در سال ۱۹۳۹ تازه وارد اپرا گارنیه شده بود که جنگ جهانی دوم آغاز شد. پس از آغاز جنگ خانواده اش به جنوب غربی فرانسه می روند و در شهر دوردون مستقر می شوند. مادرش به ارتش مقاومت می پیوندد و در سال ۱۹۴۳ بازداشت می شود. دو خواهر به پاریس می روند ولی دستگیر و به زندان فرن منتقل می شوند. ژولیت به دلیل سن کم در همانجا باقی می ماند، ولی مادر و خواهر بزگش به اردوگاه مرگ راونسبروک منتقل می شوند. پس از فتح اردوگاه توسط ارتش سرخ در سال ۱۹۴۵ آنها از تبعید بازگشتند. ژولیت پس از گرفتن وسایل شخصی خود از مقر اصلی گشتاپو فرانسه در محله شانزدهم پاریس، خود را تنها و بدون پول در خیابان فوش یکی از زیباترین خیابان های دنیا، تنها با یک بلیط مترو در جیب می یابد. بنابراین سراغ تنها کسی که در پاریس می‌شناخت٬هلن داک رفت. هلن داک معلم زبان فرانسه‌اش در دوردون و همچنین دوست مادرش بود. ژولیت می‌دانست که او در خیابان سرواندونی در نزدیکی کلیسای سن سولپیس زندگی می کند. هلن در پانسیون متعلق به خودش زندگی می‌کرد و هزینه های زندگی ژولیت را به عهده گرفت.

### جوانی
محله ی سن ژرمن د پره در دو قدمی محل زندگی ژولیت بود، وی در سال ۱۹۴۵ با فضای روشنفکری و نیز با فضای سیاسی إز طریق جوانان کمومیست آشنا شد.هلن داک او را نزد سولونگ سیکارد فرستاد تا در دوره های هنر دراماتیک آموزش ببیند.ژولیت پس از مدتی در چند تئاتر از جمله (ویکتور یا بچه های قدرت در نوامبر ۱۹۴۶) ایفای نقش کرد.و در یک برنامه رادیویی با موضوع شعر کار کرد.

## فیلم شناسی
سینما
- ۱۹۴۸: برادران بوکینکانت به کارگردانی لوئی دکن: در نقش یک خواهر روحانی
- ۱۹۴۹: اولیس یا ملاقاتهای بد (رفت و برگشت) ، فیلم کوتاه الکساندر آستروک: در نقش کالیپسو
- ۱۹۴۹: در قلمرو آسمانها به کارگردانی ژولین دوویوییه: در نقش راشل
- ۱۹۵۰: اورفه به کارگردانی ژان کوکتو: در نقش اگلااونیس
- ۱۹۵۱: بدون گذاشتن نشانی به کارگردانی ژان پل لاشانوآ: در نقش خواننده زن  —  او آواز نامزد تردست را می خواند.
- ۱۹۵۱: صدای تاپ تاپ بر فراز پاریس  به کارگردانی موریس کانونژ:  در نقش خودش —  او آواز از یکشنبه ها بیزارم را می خواند
- ۱۹۵۲: دستکش سبز به کارگردانی رودولف ماته: در نقش خواننده زن — او آواز عاشقانه و عشق ورافتاده است را می خواند
- ۱۹۵۳: جاده شادی  به کارگردانی موریس لابرو و جورجو سیمونلی: در نقش خودش
- ۱۹۵۳: وقتی این را بخوانی به کارگردانی پییر ملویل : در نقش ترز وایز
- ۱۹۵۵: النا و مردها به کارگردانی ژان رنوآر: در نقش ماریگا، زن کولی — او آهنگ ماریکا و دوری کن از پاریس را نی خواند
- ۱۹۵۶: زن کاخ نشین لبنان به کارگردانی ریشار پوتیه: در نقش  موریسیا — او آواز قلب من برای این ساخته نشده را می خواند
- ۱۹۵۶: مرد و کودک  به کارگردان رائول آندره: در نقش نیکی نیستاکوس
- ۱۹۵۷: چشم در برابر چشم به کارگردانی آندره کایات: در نقش گرکو (شبح) - آواز سرنوشت حکمرانی می کند را می خواند
- ۱۹۵۷: طلوع خورشید به کارگردانی هنری کینگ: در نقش جورجت اوبین
- ۱۹۵۸: سلام بر غم به کارگردانی اوتو پرمینجر: در نقش خودش — او آهنگ سلام بر غم را می خواند
- ۱۹۵۸: ریشه های بهشت به کارگردانی جان هیوستون: در نقش مینا
- ۱۹۵۸: رودخانه تمساحها (عنوان انگلیسی: زمین برهنه) به کارگردانی وینسنت شرمن: در نقش ماریا — آهنگ فردا روز خواهد شد
- ۱۹۵۹: گرداب به کارگردانی لوئی آلن: در نقش لورا — او آهنگ گرداب و پابرهنه در کفشهای من را می خواند
- ۱۹۶۰: درام در آینه (کرک در آینه) به کارگردانی ریچارد فلایشر: در نقش اپونین/ فلورانس
- ۱۹۶۱: قمار بزرگ به کارگردانی ریچارد فلایشر: در نقش ماری
- ۱۹۶۲: بد ذاتی ها به کارگردانی هانری دکن: در نقش میریام هلر
- ۱۹۶۴: دنبال صنمی بگرد به کارگردانی میشل بوارون: حضور افتخاری
- ۱۹۶۵: عشق در دریا به کارگردانی گی ژیل: در نقش بازیگر زن
- ۱۹۶۵: کلبه عمو تام به کارگردانی گزا فون رادوانی: در نقش دینا — آهنگ بدترین ها سرم می آید را می خواند
- ۱۹۶۶: شب ژنرالها به کارگردانی آناتول لیتواک :در نقش ژولیت —  آهنگ عشق از مرگ جوانتر است را می خواند
- ۱۹۶۷: آشفتگی در بیست سالگی  مستند به کارگردانی ژاک براتیه: در نقش خودش
- ۱۹۷۳: فار وست (غرب دور) به کارگردانی ژاک برل: حضور افتخاری
- ۱۹۷۵: لی لی دوستم داشته باش به کارگردانی موریس دوگاوسون: در نقش فلو
- ۱۹۹۹: نامه ای به برادرم گای ژیل، فیلمساز خیلی زود ناپدید شد، مستند (فیلم میان مدت) به کارگردانی لوک برنارد : در نقش خودش
- ۲۰۰۱: پاریس به هر قیمت،  مجموعه مستند به کارگردانی ایو ژولاند: در نقش خودش
- ۲۰۰۱: بلفگور، شبح موزه لوور: در نقش بانویی که از گورستان عبور می کند
- ۲۰۰۲: آخرین جشن ژدرمن به کارگردانی فریتس لنر: در نقش ایوون بکر

تلویزیون
- ۱۹۶۵: بلفگور یا شبح لوور، یک مجموعه تلویزیونی از کلود بارما: لورنس/استفانی — به دنبال موفقیت این سریال که در آن آواز نخواند، گرکو بعدها آهنگ بلفگور را ضبط کرد (آهنگساز فیلیپ-ژرار از موسیقی آهنگسازی آنتوان دوامل برای مجموعه الهام گرفته بود).

تئاتر
- ۱۹۴۶: ویکتور یا بچه های در قدرت به کارگردانی روژه ویبراک, تئاتر اگنس کاپری- شادی مونپارناس
- ۱۹۵۵: آناستازیا نوشته مارسل مورت به کارگردانی ژان لو پئولین، تداتر آنتوان
- ۱۹۶۴: خوشبختی، فرد و گذار نوشته فرانسواز ساگان, به کارگردانی کلود رژی، فرانسواز ساگان، تئاتر ادوارد هفتم